# منوچهر درفشه
منوچهر درفشه (۲۴ مرداد ۱۳۱۹ تهران – ۲۷ تیر ۱۳۹۳ تهران) نقاش و تصویرساز کتابهای درسی ایران در دهه‌های۱۳۵۰ ۱۳۶۰ و ۱۳۷۰ بود. از جملهٔ آثار او می‌توان به تصویرسازی برای شعر اشک یتیم از کتاب فارسی پنجم دبستان و ماجرای خانوادهٔ آقای هاشمی از کتاب تعلیمات اجتماعی سوم دبستان اشاره نمود. او هیچگاه ازدواج نکرد و فرزندی نداشت و در سال‌های آخر عمر خود به بیماری سرطان روده و عارضه قلبی دچار شده بود. او در تاریخ ۲۷ تیر ماه ۱۳۹۳ خورشیدی بر اثر سکته قلبی در سن ۷۴ سالگی درگذشت.
رشته تحصیلی درفشه در دبیرستان «علوم طبیعی» بود، اما پس از پایان تحصیلات متوسطه، به تصویرسازی، نقاشی و گرافیک روی آورد.
یادگیری زبان فرانسه از علاقه‌مندی‌های او بود و از نوجوانی بدون داشتن استاد به یادگیری زبان فرانسه پرداخت و تا جایی که توانست متون بسیار سخت فرانسه را به فارسی برگردان کند.
وی از علاقه‌مندان به سینما بود و از منتقدین و کارشناسان این حوزه بود و در مجله ستاره سینما، همراه با پرویز دوایی نقد فیلم می‌نوشت.
او تصویرساز کتاب‌های درسی دوره‌های ابتدایی و راهنمایی در دههٔ ۵۰، ۶۰ و ۷۰ بوده است.
شکوفه بر شمشیر، در راه مانده، ستارهای بر ساحل، آفتاب در آینه، شب اما آفتاب، مکافات عمل، ابوسعید و بقال و فضول، تا هزاربار و تابه آفتاب از جمله آثاری است که منوچهر درفشه تصویرگری آنها را بر عهده داشته است.